# Jimmy Bruno
Jimmy Bruno (Philadelphia, 22 juli 1953) is een Amerikaans gitarist. Hij kwam al vroeg in aanraking met muziek doordat zijn moeder zong en zijn vader Jimmy Bruno sr. een notabele gitarist was bekend om zijn optreden in The Virtues (1959) waarmee hij een wereldhit scoorde met "Guitar Boogie Shuffle".
Op achtjarige leeftijd kreeg de jonge Bruno een gitaar van zijn vader. Later toen hij 19 was (1973) had hij zijn eerste grote optreden met Buddy Rich en belandde in de Philly holding auditions voor gitaristen. Na een jaar rondtrekken met Buddy had hij een behoorlijke muzikale opleiding. Hij heeft wat geprobeerd in Las Vegas maar vestigde zich uiteindelijk als studiomuzikant in Los Angeles. Nadat hij in 1988 terugkeerde naar Philadelphia vestigde hij zich als een virtuoos jazzgitarist. Hij nam diverse albums op voor Concord Records en Mel Bay Records.